# Mike James (rugby à XV)
Pour les articles homonymes, voir Mike James.

a Compétitions nationales et continentales officielles uniquement.

b Matchs officiels uniquement.
Dernière mise à jour le 14 septembre 2016.
Mike James, né le 21 juillet 1973 à Vancouver (Canada), est un ancien joueur de rugby à XV canadien. Il a joué pour l'équipe du Canada et évoluait au poste de deuxième ligne (1,98 m pour 110 kg).
Il passe dix années en France, d'abord trois à Perpignan, puis sept au Stade français. Il joue son dernier match au Stade de France contre Clermont et termine ainsi sa carrière sur un troisième titre de champion de France. Il repart ensuite pour Vancouver, où il travaille comme directeur commercial chargé du développement du rugby pour la fédération canadienne de rugby.

## Carrière

### En club
Il est titulaire lors de la finale de championnat de France 1998 avec l'USA Perpignan contre le Stade Français Paris. Les Catalans s'inclinent 34 à 7.
Le 19 mai 2001, il est titulaire en finale de la Coupe d'Europe, associé en deuxième ligne à David Auradou, au Parc des Princes à Paris face au Leicester Tigers mais les Anglais s'imposent 34 à 30 face aux Parisiens.
En 2005, il participe de nouveau à la finale de Coupe d'Europe face au Stade toulousain au Murrayfield Stadium à Édimbourg. Il est titularisé en deuxième ligne avec le capitaine David Auradou puis remplacé par Olivier Brouzet à la 54e minute. À l'issue du temps réglementaire, les deux équipes sont à égalité, 12 à 12, mais les Toulousains parviennent à s'imposer 12 à 18 à l'issue des prolongations.

### En équipe nationale
Il a honoré sa première cape internationale en équipe du Canada le 21 mai 1994 contre l'équipe des États-Unis.

### Avec les Barbarians
Le 23 novembre 1996, il joue son premier match avec les Barbarians français contre l'Afrique du Sud à Brive. Les Baa-Baas s'imposent 30 à 22.
Le 11 novembre 1998, il joue avec les Barbarians français contre l'Argentine à Bourgoin-Jallieu. Les Baa-Baas s'imposent 38 à 30. En novembre 2001, il connaît une nouvelle sélection avec les Barbarians français pour jouer contre les Fidji à Toulon. Les Baa-Baas s'inclinent 17 à 15.
En juin 2005, il est invité avec les Barbarians français pour aller défier la Western Province à Stellenbosch en Afrique du Sud. Les Baa-Baas s'inclinent 22 à 20. En novembre 2005, il joue de nouveau avec les Barbarians français contre l'Australie A à Bordeaux. Les Baa-Baas s'inclinent 42 à 12.

## Palmarès

### En club
Avec Perpignan
- Championnat de France de première division :
  - Vice-champion (1) : 1998

Avec le Stade français
- Championnat de France de première division :
  - Champion (3) : 2003, 2004 et 2007
  - Vice-champion (1) : 2005
- Coupe d'Europe :
  - Finaliste (2) : 2001 et 2005

### En équipe nationale
(à jour au 29.09.07)
- 56 sélections en équipe du Canada entre 1994 et 2007
- 4 essais (20 points)
- 2 fois capitaine (en 2003)
- Sélections par année : 5 en 1994, 8 en 1995, 6 en 1996, 4 en 1997, 5 en 1998, 6 en 1999, 1 en 2000, 7 en 2002, 7 en 2003, 1 en 2005, 1 en 2006, 5 en 2007
- 1 fois Barbarians français en 2005 (Australie A)

En coupe du monde :
- 2007 : 4 sélections (pays de Galles, Fidji, Japon, Australie)
- 2003 : 2 sélections (pays de Galles, Tonga)
- 1999 : 3 sélections (France, Fidji, Namibie)
- 1995 : 2 sélections (Roumanie, Australie)